# جو بيلي
جو بيلي (بالإنجليزية: Joe Baillie)‏ (26 فبراير 1929 في المملكة المتحدة - 1 مارس 1966 بغلاسكو في المملكة المتحدة) هو لاعب كرة قدم بريطاني في مركز الدفاع. لعب مع ليستر سيتي ونادي بريستول سيتي ونادي سلتيك ووولفرهامبتون واندررز ورابطة كرة القدم الاسكتلندية الحادية عشر ‏ ونادي برادفورد بارك أفنيو.

## وصلات خارجية
- جو بيلي على موقع قاعدة بيانات كرة القدم.إي يو (الإنجليزية)